# 法拉菲廖鲁姆彼得里
法拉菲廖鲁姆彼得里是意大利阿布鲁佐大区基耶蒂省的一个市镇。总面积18.4平方公里，人口1952人，人口密度106.1人/平方公里（2009年）。ISTAT代码为069030。